# Eleições estaduais em Rondônia em 1986
As eleições estaduais em Rondônia em 1986 ocorreram em 15 de novembro como parte das eleições gerais no Distrito Federal, em 23 estados e nos territórios federais do Amapá e Roraima. Foram eleitos o governador Jerônimo Santana, o vice-governador Orestes Muniz e os senadores Olavo Pires e Ronaldo Aragão, além de oito deputados federais e vinte e quatro estaduais.
Vitoriosa a Nova República, as forças políticas rondonienses apoiaram a escolha do professor Ângelo Angelim para governar o estado. Paulista de Capivari, graduou-se em Letras, Filosofia e Administração de Empresas na Universidade de São Paulo em 1972. Cinco anos depois, mudou-se para Rondônia dividindo-se entre o trabalho na Serraria Pau-Brasil e o magistério, pois já em 1977 foi nomeado secretário municipal de Educação em Vilhena pelo prefeito Renato Coutinho dos Santos. Administrador do então distrito de Colorado do Oeste, elegeu-se deputado estadual pelo PMDB em 1982. Renunciou ao mandato para assumir o governo em 13 de maio de 1985, após escolha do presidente José Sarney.
Nascido em Jataí, o advogado Jerônimo Santana formou-se na Universidade Federal de Minas Gerais em 1963 e veio para Rondônia após militar no Movimento Revolucionário Oito de Outubro, sendo eleito deputado federal via MDB em 1970, 1974 e 1978. Derrotado ao buscar um mandato de senador pelo PMDB em 1982, elegeu-se prefeito de Porto Velho em 1985. Porém, renunciou ao cargo em favor de Tomaz Correia menos de cinco meses após assumir e foi eleito governador de Rondônia em 1986. Sua vitória fez dele o primeiro governador rondoniense eleito pelo voto direto, afinal um casuísmo político impediu a eleição direta ao Palácio Getúlio Vargas em 1982, pois naquela época cabia ao presidente da República escolher quem seria o governador do estado.
Natural de Conselheiro Pena, o advogado Orestes Muniz é graduado pela Pontifícia Universidade Católica do Paraná em 1979 e possui mestrado em Direito Constitucional na Universidade Federal de Minas Gerais. Após mudar para Rondônia no ano seguinte fixou-se em Ji-Paraná e a partir de sua atividade profissional foi eleito deputado federal pelo PMDB em 1982 e no curso do mandato votou a favor da Emenda Dante de Oliveira em 1984 e em Tancredo Neves no Colégio Eleitoral em 1985. Mediante tais posições, foi eleito vice-governador de Rondônia em 1986.

## Resultado da eleição para governador
Segundo o Tribunal Superior Eleitoral, houve 317.628 votos nominais (63,15%), 60.731 votos em branco (26,46%) e 19.738 votos nulos (10,39%) resultando em 398.097 votos apurados.
| Candidatos a governador do estado | Candidatos a vice-governador        | Número | Coligação                            | Votação | Percentual |
| --------------------------------- | ----------------------------------- | ------ | ------------------------------------ | ------- | ---------- |
| Jerônimo Santana PMDB             | Orestes Muniz PMDB                  | 15     | PMDB (sem coligação)                 | 153.334 | 48,27%     |
| Jacob Atallah PDT                 | Renato Coutinho dos Santos PDT      | 12     | PDT (sem coligação)                  | 69.090  | 21,75%     |
| Odacir Soares PFL                 | José Bianco PFL                     | 25     | Aliança Progressista (PFL, PDS, PDC) | 57.448  | 18,09%     |
| Manuel Izu PT                     | Pedro Pereira da Silva PT           | 13     | PT (sem coligação)                   | 17.777  | 5,60%      |
| Zuca Marcolino PSB                | Reginaldo Vieira de Vasconcelos PSB | 40     | PSB (sem coligação)                  | 13.488  | 4,25%      |
| Flávio Donin PTB                  | Paulo Saldanha Sobrinho PTB         | 14     | PTB (sem coligação)                  | 3.351   | 1,05%      |
| José Alves da Silva PH            | Francisca Gomes Lima PH             | 19     | PH (sem coligação)                   | 3.140   | 0,99%      |
| Fontes:                           |                                     |        |                                      |         |            |

## Biografia dos senadores eleitos

### Olavo Pires
Morador de Rondônia desde 1977, o empresário Olavo Pires é goiano de Catalão. Portador do curso técnico em Contabilidade, atuou no ramo madeireiro e possuía uma revenda de máquinas pesadas. Sua estreia na vida política aconteceu ao eleger-se deputado federal via PMDB em 1982. Favorável à Emenda Dante de Oliveira em 1984, votou em Tancredo Neves no Colégio Eleitoral em 1985. A seguir foi eleito senador numa sublegenda partidária em 1986 e como tal assinou a Constituição de 1988 e nesse mesmo ano ingressou no PTB, todavia não concluiu o mandato por ter sido assassinado em 16 de outubro de 1990 em plena campanha para o governo rondoniense.

### Ronaldo Aragão
Formado em Medicina na Universidade Federal de Pernambuco em 1974, Ronaldo Aragão nasceu em Santa Cruz do Capibaribe e trabalhou para órgãos antecessores do atual Instituto Nacional do Seguro Social. Residiu no Paraná até um ano depois da formatura quando mudou para Mato Grosso do Sul como diretor do Hospital Santa Marta em Mundo Novo. Ao chegar a Rondônia dirigiu o Hospital São Luís em Cacoal. Eleito deputado estadual pelo PMDB em 1982, foi eleito senador em 1986 graças ao ardil das sublegendas, do contrário o vitorioso seria Chiquilito Erse, então membro do PFL. Signatário da Constituição de 1988, votou pela condenação do presidente Fernando Collor no julgamento do impeachment em 1992. Implicado nas investigações da Máfia do Orçamento em 1993, foi absolvido por falta de quórum.

## Suplente efetivado

### Amir Lando
Catarinense de Piratuba, Amir Lando viveu como agricultor até os quatorze anos, quando migrou para Erechim e depois Porto Alegre, formando-se advogado na Universidade Federal do Rio Grande do Sul. A partir de 1967, prestou serviços ao Instituto Nacional de Colonização e Reforma Agrária, como procurador autárquico, e à Empresa Brasileira de Assistência Técnica e Extensão Rural (EMBRATER). Professor de Direito Agrário, foi enviado ao Acre e deixou o serviço público em 1976, quando chegou em Rondônia. Membro do Conselho Penitenciário do então território federal, prestou serviços à associação dos garimpeiros em Porto Velho. Eleito deputado estadual via PMDB em 1982, foi candidato a senador numa sublegenda do PMDB em 1986 e ao fim do pleito sagrou-se primeiro suplente. Empossado por conta do assassinato de Olavo Pires, tomou posse em 24 de outubro de 1990 e foi relator da Comissão Parlamentar de Inquérito que resultou no impeachment de Fernando Collor em 1992.

## Resultado da eleição para senador
Segundo o Tribunal Superior Eleitoral houve 502.792 votos nominais (63,15%), 210.669 votos em branco (26,46%) e 82.733 votos nulos (10,39%) resultando em 796.194 votos apurados.
| Candidatos a senador da República | Candidatos a suplente de senador                     | Número | Coligação                            | Votação | Percentual |
| --------------------------------- | ---------------------------------------------------- | ------ | ------------------------------------ | ------- | ---------- |
| Chiquilito Erse PFL               | William José Curi PFL Ademar Alfredo Suckel PFL      | 252    | Aliança Progressista (PFL, PDS, PDC) | 102.739 | 20,43%     |
| Olavo Pires PMDB                  | -                                                    | 155    | PMDB (sublegenda um)                 | 95.637  | 19,02%     |
| Ronaldo Aragão PMDB               | -                                                    | 151    | PMDB (sublegenda dois)               | 59.007  | 11,74%     |
| Djair Prieto PMDB                 | -                                                    | 152    | PMDB (sublegenda dois)               | 49.701  | 9,88%      |
| Amir Lando PMDB                   | -                                                    | 154    | PMDB (sublegenda um)                 | 46.385  | 9,23%      |
| Galvão Modesto PFL                | Nobel Moura PFL Coriolano Nogueira Franco PFL        | 251    | Aliança Progressista (PFL, PDS, PDC) | 40.450  | 8,04%      |
| Antônio Morimoto PMDB             | -                                                    | 153    | PMDB (sublegenda dois)               | 34.687  | 6,90%      |
| José de Jesus PT                  | José Amadeus de Souza PT -                           | 132    | PT (em sublegenda)                   | 20.459  | 4,07%      |
| Francisca Perdigão PT             | Paulo de Paula Sant'Anna PT -                        | 131    | PT (em sublegenda)                   | 17.678  | 3,52%      |
| Luiz João Viola PDT               | -                                                    | 122    | PDT (em sublegenda)                  | 9.782   | 1,95%      |
| Cícero Dantas da Rocha PMDB       | -                                                    | 156    | PMDB (sublegenda um)                 | 9.065   | 1,80%      |
| Lucindo José Quintans PDT         | -                                                    | 124    | PDT (em sublegenda)                  | 7.789   | 1,55%      |
| Jovely Gonçalves de Almeida PSB   | Alzira Selleri Barbosa PSB Edgar Monteiro Brasil PSB | 401    | PSB (sem coligação)                  | 5.233   | 1,04%      |
| Walmir Davis de Moraes PTB        | Nino Osório Rolim Machado PTB -                      | 141    | PTB (sem coligação)                  | 4.180   | 0,83%      |
| Fontes:                           |                                                      |        |                                      |         |            |

## Deputados federais eleitos
São relacionados os candidatos eleitos com informações complementares da Câmara dos Deputados. Foram apurados 273.524 votos nominais e de legenda (68,71%), 93.155 votos em branco (23,40%) e 31.418 votos nulos (7,89%) resultando no comparecimento de 398.097 eleitores.

Representação eleita
  PMDB: 5
  PFL: 3

| Número  | Deputados federais eleitos | Partido | Votação | Percentual | Cidade onde nasceu    | Unidade federativa  |
| 2588    | Rita Furtado               | PFL     | 32.223  | 11,78%     | Campos dos Goytacazes | Rio de Janeiro      |
| 1501    | José Guedes                | PMDB    | 21.569  | 7,89%      | Itacajá               | Tocantins           |
| 1506    | Chagas Neto                | PMDB    | 17.033  | 6,23%      | Sobral                | Ceará               |
| 1510    | José Viana                 | PMDB    | 17.018  | 6,22%      | Brotas de Macaúbas    | Bahia               |
| 1512    | Expedito Júnior            | PMDB    | 12.818  | 4,69%      | Guararapes            | São Paulo           |
| 2507    | Raquel Cândido             | PFL     | 12.734  | 4,66%      | Guajará-Mirim         | Rondônia            |
| 1511    | Francisco Sales            | PMDB    | 12.516  | 4,58%      | Grossos               | Rio Grande do Norte |
| 2510    | Assis Canuto               | PFL     | 5.783   | 2,11%      | Itumbiara             | Goiás               |
| Fontes: |                            |         |         |            |                       |                     |

## Deputados estaduais eleitos
Foram eleitos 24 deputados estaduais para a Assembleia Legislativa de Rondônia. Foram apurados 281.507 votos nominais e de legenda (70,71%), 88.356 votos em branco (22,20%) e 28.234 votos nulos (7,09%) resultando no comparecimento de 398.097 eleitores.

Representação eleita
  PMDB: 13
  PFL: 6
  PT: 2
  PDC: 1
  PDS: 1
  PDT: 1

| Número  | Deputados estaduais eleitos | Partido | Votação | Percentual | Cidade onde nasceu | Unidade federativa |
| 15124   | Joselita Araújo             | PMDB    | 8.022   | 2,85%      | Várzea Alegre      | Ceará              |
| 15134   | Vicente Homem Sobrinho      | PMDB    | 6.254   | 2,22%      | Gaurama            | Rio Grande do Sul  |
| 15136   | Pedro Kemper                | PMDB    | 6.240   | 2,22%      | Joaçaba            | Santa Catarina     |
| 15108   | Ernandes Amorim             | PMDB    | 6.093   | 2,16%      | Itagibá            | Bahia              |
| 15111   | Odaisa Fernandes            | PMDB    | 5.783   | 2,05%      | Porto Acre         | Acre               |
| 15126   | Reditario Cassol            | PMDB    | 5.067   | 1,80%      | Concórdia          | Santa Catarina     |
| 15101   | Sidney Guerra               | PMDB    | 5.051   | 1,79%      | Sorocaba           | São Paulo          |
| 15103   | Sadraque Muniz              | PMDB    | 4.938   | 1,75%      | Medina             | Minas Gerais       |
| 15109   | Rigomero Agra               | PMDB    | 4.841   | 1,72%      | Rio de Janeiro     | Rio de Janeiro     |
| 15118   | Arcelino Marcon             | PMDB    | 4.589   | 1,63%      | Terra Rica         | Paraná             |
| 15113   | Osmar Vilhena               | PMDB    | 4.458   | 1,58%      | Miguel Calmon      | Bahia              |
| 15135   | Manoel Messias              | PMDB    | 4.254   | 1,51%      | Recife             | Pernambuco         |
| 25270   | Amizael Silva               | PFL     | 4.109   | 1,46%      | Bacabal            | Maranhão           |
| 15133   | Genival Nunes               | PMDB    | 4.055   | 1,44%      | Humaitá            | Amazonas           |
| 25250   | José do Prado               | PFL     | 3.607   | 1,28%      | Araruna            | Paraná             |
| 17200   | João Batista de Lima        | PDC     | 3.494   | 1,24%      | Itapemirim         | Espírito Santo     |
| 25288   | Toninho Geraldo             | PFL     | 3.255   | 1,16%      | Guajará-Mirim      | Rondônia           |
| 11166   | Luiz Gonzaga da Costa       | PDS     | 3.129   | 1,11%      | Coxim              | Mato Grosso do Sul |
| 25110   | Osvaldo Piana               | PFL     | 2.965   | 1,05%      | Porto Velho        | Rondônia           |
| 25120   | Edison Fidélis              | PFL     | 2.934   | 1,04%      | Apucarana          | Paraná             |
| 25199   | Silvernani Santos           | PFL     | 2.767   | 0,98%      | Trairi             | Ceará              |
| 12111   | Heitor Costa                | PDT     | 2.307   | 0,82%      | Uberaba            | Minas Gerais       |
| 13223   | Neri Ferigolo               | PT      | 1.752   | 0,62%      | Caiçara            | Rio Grande do Sul  |
| 13120   | Milton Caetano de Souza     | PT      | 1.481   | 0,53%      | Garanhuns          | Pernambuco         |
| Fontes: |                             |         |         |            |                    |                    |